# Al-Bahr al-Ahmar

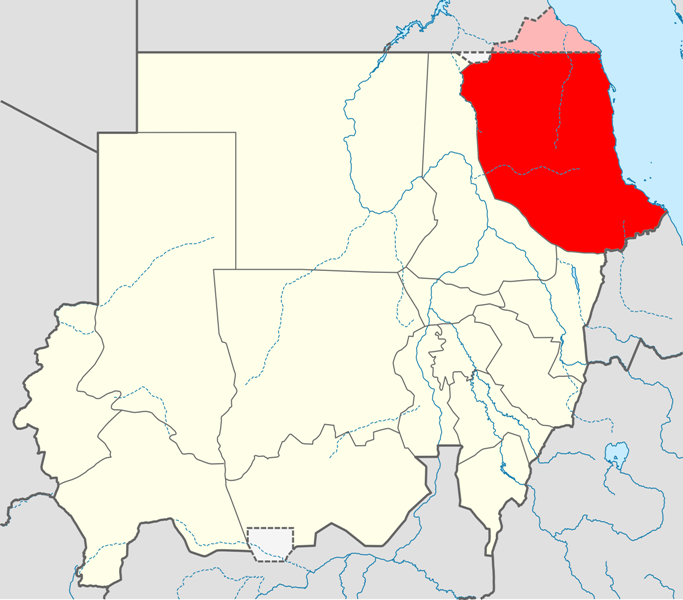
Delstatens läge i Sudan.

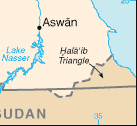
Hala'ibtriangeln; ett område som både Sudan och Egypten gör anspråk på.

al-Bahr al-Ahmar (arabiska البحر الأحمر, Röda havet) är en av Sudans 15 delstater (wilayat), och är belägen i den nordöstra delen av landet, med gräns mot Egypten i norr och kust mot Röda havet i öster. Befolkningen uppgick till 1 396 110 invånare vid folkräkningen 2008, på en yta av 218 887 kvadratkilometer. Den administrativa huvudorten är Port Sudan. Både Egypten och Sudan gör anspråk på Hala'ibtriangeln, ett landområde vid Röda havet som Sudan anser tillhöra delstaten al-Bahr al-Ahmar.  

## Administrativ indelning
Delstaten är indelad i åtta mahaliyya:
- Aquiq
- Bur Sudan (Port Sudan)
- Dungunab
- Halayib
- Haya
- Sawakin
- Sinkat
- Tokar